# Carex yulungshanensis
Carex yulungshanensis är en halvgräsart som beskrevs av Pei Chun Qiong Li. Carex yulungshanensis ingår i släktet starrar, och familjen halvgräs. Inga underarter finns listade i Catalogue of Life.